# Террі О'Квінн
Террі О'Квінн (англ. Terry O'Quinn; 15 липня 1952) — американський актор.

## Життєпис
Террі О'Квінн народився в Су-Сент-Марі, штат Мічиган, виріс у невеликому місті Ньюберрі, у багатодітній родині, де виховувалися ще десять дітей. Має англійське та ірландське коріння. У дитинстві захоплювався музикою, грав на ударних у школі, а також навчився грати на гітарі. Навчався в Центральному Мічиганському університеті, а потім в університеті штату Айова.

## Кар'єра
У кінці 1970-их Террі переїжджає в Лос-Анджелес. Першим фільмом у кар'єрі О'Квінна стає «Ворота раю» (1980). Популярність прийшла після ролі серійного вбивці у фільмі «Вітчим» (1987). Також знімався у фільмах «Молоді стрільці» (1988), «Сліпа лють» (1989), «Ракетчик» (1991), «Тумстоун» (1993). Террі найбільш відомий своїми головними ролями у телесеріалах «Тисячоліття» (1996—1999) та «Загублені» (2004—2010).

## Особисте життя
На зйомках фільму «Ворота раю» Террі познайомився з Лорі, яка навчала його їздити верхи. Між ними почався бурхливий роман і в листопаді 1979 року вони одружилися. У них народилося двоє синів: Олівер (1984) і Гантер (1986).

## Фільмографія
| Рік       |    | Українська назва                      | Оригінальна назва                          | Роль                                   |
| --------- | -- | ------------------------------------- | ------------------------------------------ | -------------------------------------- |
| 1980      | ф  | Ворота раю                            | Heaven's Gate                              | капітан Мінарді                        |
| 1982      | с  | Невигадані історії                    | Tales of the Unexpected                    | поліцейський                           |
| 1983      | ф  | Тільки вірні ходи                     | All the Right Moves                        | Фрімен Сміт                            |
| 1984      | ф  | Місце в серці                         | Places in the Heart                        | Бадді Келсі                            |
| 1984      | ф  | Місіс Соффел                          | Mrs. Soffel                                | детектив Бак Макговерн                 |
| 1984      | с  | Поліція Маямі                         | Miami Vice                                 | Річард Кейн                            |
| 1985      | с  | Зона сутінків                         | The Twilight Zone                          | доктор Курт Локрідж                    |
| 1985      | с  | Ремінгтон Стіл                        | Remington Steele                           | Чак МакБрайд                           |
| 1985      | тф | Виправдане вбивство?                  | Right to Kill?                             | Джим Барретт                           |
| 1985      | тф | Ранні заморозки                       | An Early Frost                             | доктор Реддінг                         |
| 1985      | ф  | Срібна куля                           | Silver Bullet                              | шериф Джо Голлер                       |
| 1986      | тф | Між двома жінками                     | Between Two Women                          | доктор Воллес                          |
| 1986      | ф  | Космічний табір                       | SpaceCamp                                  | директор                               |
| 1987      | ф  | Відчим                                | The Stepfather                             | Джеррі Блейк                           |
| 1987      | тф | Прохання матері                       | At Mother's Request                        | Джоел Кемпбелл                         |
| 1987      | тф | Коли час приходить                    | When the Time Comes                        | Вес Тревіс                             |
| 1987      | с  | Детективне агентство «Місячне світло» | Moonlighting                               | Брайант Вілдурн                        |
| 1988      | ф  | Молоді стрільці                       | Young Guns                                 | Александр Максвін                      |
| 1988      | тф | Ні кроку назад                        | Stranger on My Land                        | Конні Священик                         |
| 1989      | ф  | Сліпа лють                            | Blind Fury                                 | Френк Деверо                           |
| 1990      | ф  | Кривава клятва                        | Blood Oath                                 | майор Беккет                           |
| 1990      | с  | Джейк і товстун                       | Jake and the Fatman                        | Вінсент Новак                          |
| 1991      | тф | Син ранкової зірки                    | Son of the Morning Star                    | генерал Альфред Террі                  |
| 1991      | ф  | Ракетчик                              | The Rocketeer                              | Говард Г'юз                            |
| 1991      | ф  | Справа фірми                          | Company Business                           | полковник Пірс Гриссом                 |
| 1992      | ф  | Мій самурай                           | My Samurai                                 | Джеймс МакКрі                          |
| 1992      | с  | Закон Лос-Анжелеса                    | L.A. Law                                   | Нік Moats                              |
| 1993      | ф  | Тумстоун                              | Tombstone                                  | мер Джон Клам                          |
| 1994      | тф | Переконливий доказ                    | Justice in a Small Town                    | Гарріс Вайлі                           |
| 1994      | с  | Зоряний шлях: Наступне покоління      | Star Trek: The Next Generation             | адмірал Ерік Прессман                  |
| 1994      | с  | Метлок                                | Matlock                                    | Малкольм Енгл                          |
| 1994      | с  | Байки зі склепу                       | Tales from the Crypt                       | інспектор Мартін Целлер                |
| 1995      | с  | Клієнт                                | The Client                                 | Берт Голлівелл                         |
| 1995      | с  | Убивчий відділ                        | Homicide: Life on the Street               | Бейлі Лафілд                           |
| 1995—2002 | с  | Цілком таємно                         | The X Files                                | людина тінь / лейтенант Брайан Тіллман |
| 1995—2002 | с  | Військово-юридична служба             | JAG                                        | Адмірал Томас Бун                      |
| 1996      | ф  | Первісний страх                       | Primal Fear                                | Бад Янсі                               |
| 1996      | с  | Діагноз: убивство                     | Diagnosis Murder                           | Рональд Трент                          |
| 1996—1999 | с  | Тисячоліття                           | Millennium                                 | Пітер Воттс                            |
| 1997      | тф | Імплантатори                          | Breast Men                                 | Херш                                   |
| 1997      | ф  | Тіньова змова                         | Shadow Conspiracy                          | Френк Ріделл                           |
| 1998      | ф  | Цілком таємно                         | The X Files                                | Мішо                                   |
| 1999—2000 | с  | Жорстоке царство                      | Harsh Realm                                | генерал Омар Сантьяго                  |
| 2000      | тф | Порнушка                              | Rated X                                    | Мітчелл                                |
| 2001      | ф  | Американські герої                    | American Outlaws                           | Роллін Паркер                          |
| 2003      | ф  | Старе загартування                    | Old School                                 | Голдберг                               |
| 2003—2004 | с  | Західне крило                         | The West Wing                              | генерал Ніколас Александр              |
| 2004—2010 | с  | Загублені                             | Lost                                       | Джон Локк                              |
| 2004      | с  | Закон і порядок: Злочинний намір      | Law & Order: Criminal Intent               | Гордон Б'юкенен                        |
| 2004      | с  | Морська поліція: Спецпідрозділ        | NCIS: Naval Criminal Investigative Service | полковник Вілл Райан                   |
| 2011      | тф | Алілуя                                | Hallelujah                                 | Дел Роман                              |
| 2011—2015 | с  | Гаваї 5.0                             | Hawaii Five-0                              | Джо Вайт                               |
| 2012—2013 | с  | Коли падають небеса                   | Falling Skies                              | Артур Манчестер                        |
| 2014      | с  | Злочинні зв'язки                      | Gang Related                               | Сем Чапел                              |
| 2018      | с  | Касл-Рок                              | Castle Rock                                | Дейл Лейсі                             |
| 2019      | с  | ТОВ «Вічна благодать»                 | Perpetual Grace, LTD                       | Веслі Вокер, техаський рейнджер        |